# Kraussella amabile
Kraussella amabile är en insektsart som först beskrevs av Krauss 1877.  Kraussella amabile ingår i släktet Kraussella och familjen gräshoppor. Inga underarter finns listade i Catalogue of Life.

## Bildgalleri

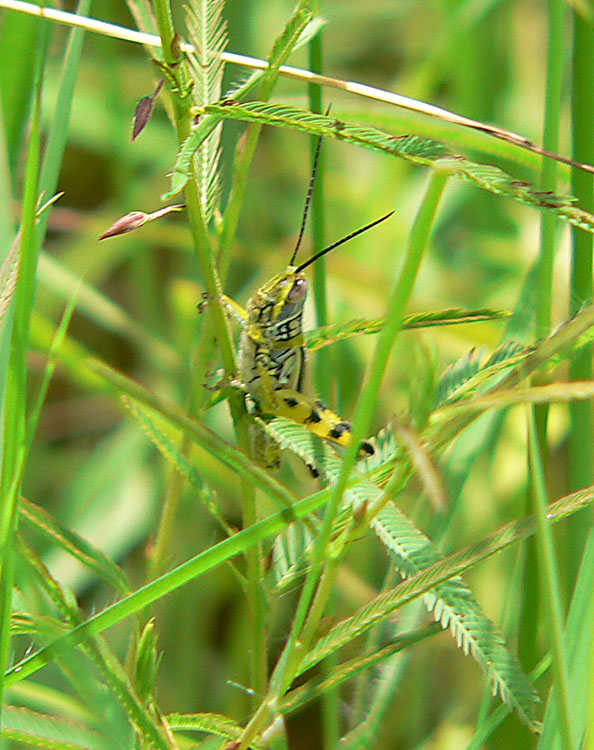
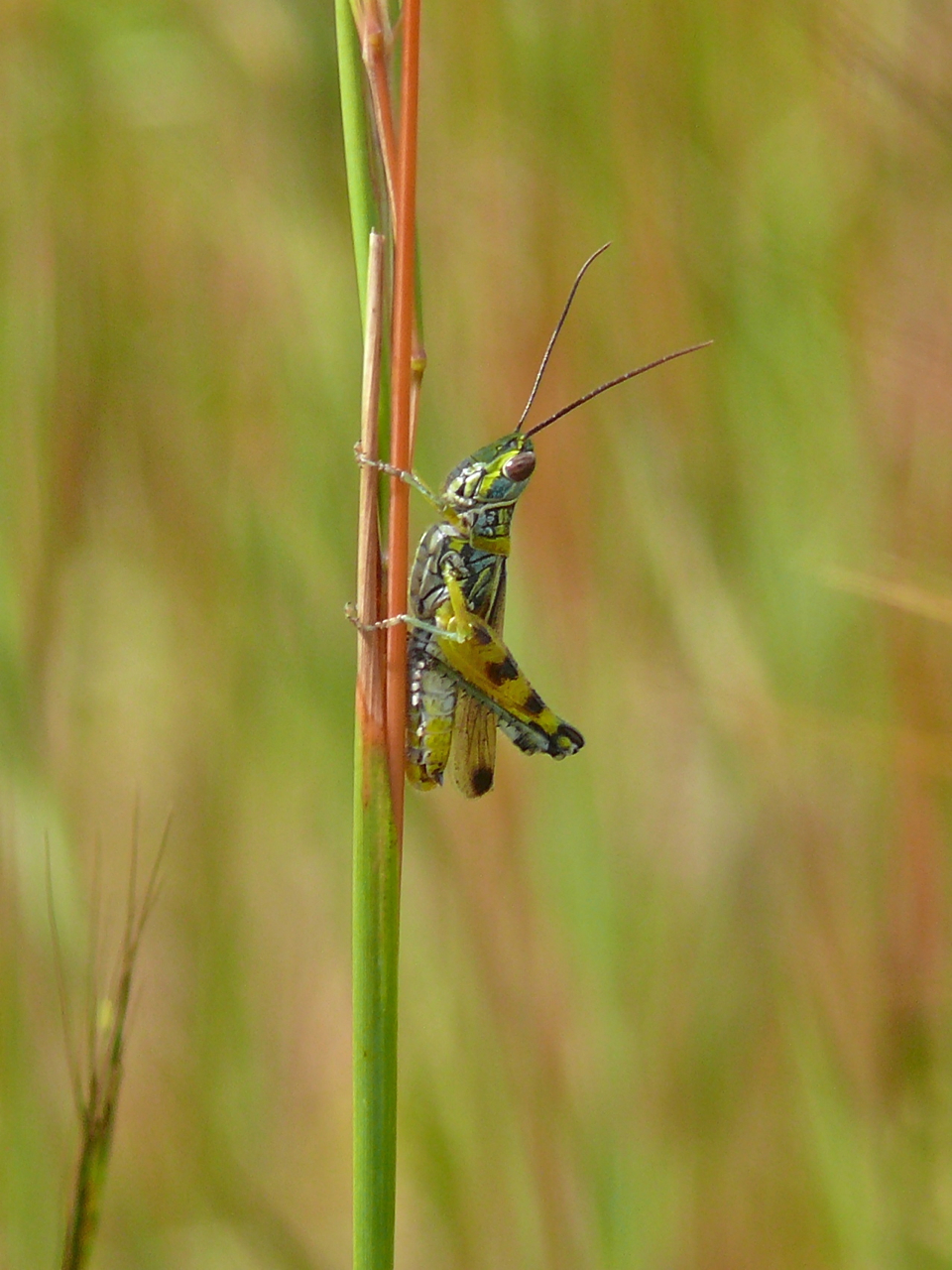